# عشقة متسلقة
العشقة المتسلقة أو اللبلاب أو حبل المساكين أو حبل المساجين أو عشقة مبذولة أو قسوس متسلق أو يذرة أو لبلاب متسلق  أو هيدرا هو نوعٌ من النباتات المتسلقة الضارة يعرف علمياً بـ (باللاتينية: Hedera helix) ويتبع جنس العشقة من الفصيلة الفشغية أو الآرالية (بالإنجليزية: Araliaceae)‏.

## الوصف النباتي
النبات عبارة عن عريشة معمرة ذات سوق ثخينة متفرعة. الفروع الفتية تحمل جذورًا هوائية وتكون مكسوة بالشعر. الأوراق ذات معلاق طويل، دائرية القاعدة أو قلبية لونها أخضر غامق لامع على الوجه العلوي. صفيحة الأوراق السفلية شبه مثلثية ملساء الحافة أما صفيحة الأوراق العلوية فبيضوية أو معينية ملساء الحافة وقمتها مستدقة أو مدورة. الشمراخ النوري والزهري مكسو بالشعر. الأزهار مرتبة في خيمات شبه كروية وهذه مرتبة في عناقيد شبه انتهائية. فصوص الكأس مثلثية. البتلات خضراء مصفرة شبه مثلثية مقعرة القمة..
أوراق النبات حمراء اللون في أوائل الربيع وفي أواخر هذا الفصل تصبح خضراء زاهية، ويتحول لون الأوراق في الخريف إلى أحمر مائل للبرتقالي. تتكون كل ورقة من ثلاث وريقات محزوزة إلى حد ما عند الأطراف وعلى جانبي الورقة تقف وريقتان متقابلتان بينما تكون الوريقة الثالثة منفردة عند طرف الساق. يحمل النبات بعض الأزهار الصغيرة المائلة إلى الخضرة في باقات متصلة بالساق الرئيسية، وفي آخر الفصل تتكون ثمار عنبية كروية الشكل سامة ذات لون أبيض شمعي.

## سمية النبات
تحتوي أوراق العشقة المتسلقة على صابونين أهم مركباتها Hederasaponinsa A وكذلك Hederasaponinsa B وهذه المركبات تلتحم منتجة الفاوبيناهيدرين وهي التي تسبب التسمم. أما البراعم فتحتوي على روتين وايزوكويريسترين Rutin. Isoquercitin وهذه المركبات موجودة في العصارة الموجودة في كل جزء من أجزاء النبات وتعرف هذه العصارة بالعامية باليوروشيول (بالإنجليزية: Urushiol)‏ ويعد اليوروشيول من أكثر السموم فعالية على وجه الأرض، حيث إن أقل من أونسه واحدة كافية تماماً للتأثير على كل الأحياء. وأعراض التسمم باللبلاب تكون بثرات وتورم وحكة وهذه الحكة تكون نتيجة لاستجابة الجهاز المناعي لهذه العصارة السامة. وهذا النبات سام جداً حتى بعد جفافه ويسبب التهيج خاصة في فصل الربيع وأوائل فصل الصيف حيث يتملئ النبات بهذه العصارة.